# UCI-wedstrijdclassificatie
De Internationale Wielerunie UCI classificeert haar wedstrijden in verschillende categorieën. Jaarlijks worden wereldwijd duizenden wielerwedstrijden op de weg georganiseerd, de classificaties moeten ordening brengen in dit grote aanbod. Onder meer het niveau, of ze een- of meerdaagse zijn en de potentiële deelnemers worden in beschouwing genomen bij het hanteren van deze classificatie. Zo komt de internationale wielerkalender tot stand. 

## UCI-wedstrijdcategorieën
De UCI kent aan alle door haar erkende wielerwedstrijden een categorie toe. Criteria hierbij zijn onder andere de moeilijkheidsgraad (afstand, parcours, etc.), de uitstraling (klassieker, lokale wedstrijd, etc.), de duur (een- of meerdaagse wedstrijd), het deelnemersveld (mannen of vrouwen, leeftijdscategorieën, etc.) en dergelijke. Naargelang de evolutie die een wedstrijd doormaakt, kan een wijziging van categorie doorgevoerd worden. De categorie bepaald onder andere hoeveel punten er verdiend kunnen worden voor de UCI World Ranking, en welke teams er mogen deelnemen.

## Internationale UCI-kalender wielrennen op de weg

### Wereldranglijsten wielrennen
Onder invloed van de commercialisering van het wielrennen op de weg na de Tweede Wereldoorlog ontstond de behoefte om meer spanning te brengen in het wielerseizoen. Daarom werd over de verschillende wedstrijden heen een competitie tot stand gebracht, waarbij een rangschikking werd opgemaakt op basis van de resultaten van de individuele renners en later ook van landen en ploegen. In eerste instantie waren dat privé-initiatieven (zoals de Challenge Desgrange-Colombo en Super Prestige Pernod). Vanaf 1984 nam de UCI het initiatief over. Aanvankelijk waren er enkel competities voor mannen, maar dit veranderde in 1994 met de invoering van de UCI World Ranking voor vrouwen. 

#### Mannen
- FICP/UCI-wereldranglijst (1984-2004)
- UCI Road World Cup (1989-2004)
- UCI ProTour (2005-2010)
- UCI World Calender (2009-2010)
- UCI World Tour (2011-heden)
- UCI World Ranking (2016-heden)

#### Vrouwen
- UCI World Ranking (1994-heden)
- UCI Road Women World Cup (1998-2015)
- UCI Women's World Tour (2016-heden)

Deze competities omvatten de belangrijkste wielerwedstrijden, zoals de Grote Ronden en de belangrijkste wielerklassiekers. Om in te zetten op mondialisering werden in de 21ste eeuw ook steeds meer wedstrijden buiten de traditionele wielerlanden aan de kalender toegevoegd.

### UCI ProSeries en UCI Continental Circuits
Naarmate de mondialisering van de wielersport zich voortzette, werd eveneens voor de wedstrijden met minder internationale uitstraling een overkoepelende competitie opgezet. Deze werd ingericht per continent en nam een aanvang in 2005. Hierbij werden de UCI Africa Tour, de UCI America Tour, de UCI Asia Tour, de UCI Europe Tour en de UCI Oceania Tour opgericht, weliswaar enkel voor de mannen. Wedstrijden van eenzelfde niveau bij de vrouwen werd gebundeld op een internationale kalender, en dus niet verdeeld over de continenten.
In 2020 werden er twee nieuwe competities opgericht, de UCI ProSeries en de UCI Women's ProSeries, door het toenemende aantal kwalitatieve wedstrijden. Deze competities bevinden zich qua niveau tussen de UCI World Tour en de UCI Continental Circuits.

### UCI Nations' Cup
Sedert respectievelijk 2007, 2008 en 2016 worden beloften- en juniorenwedstrijden gebundeld onder de noemer van de UCI Nations' Cup. Deze hebben elk een eigen eindklassement, voor de beloften en junioren mannen en voor de junioren vrouwen.